# Sztuka karolińska

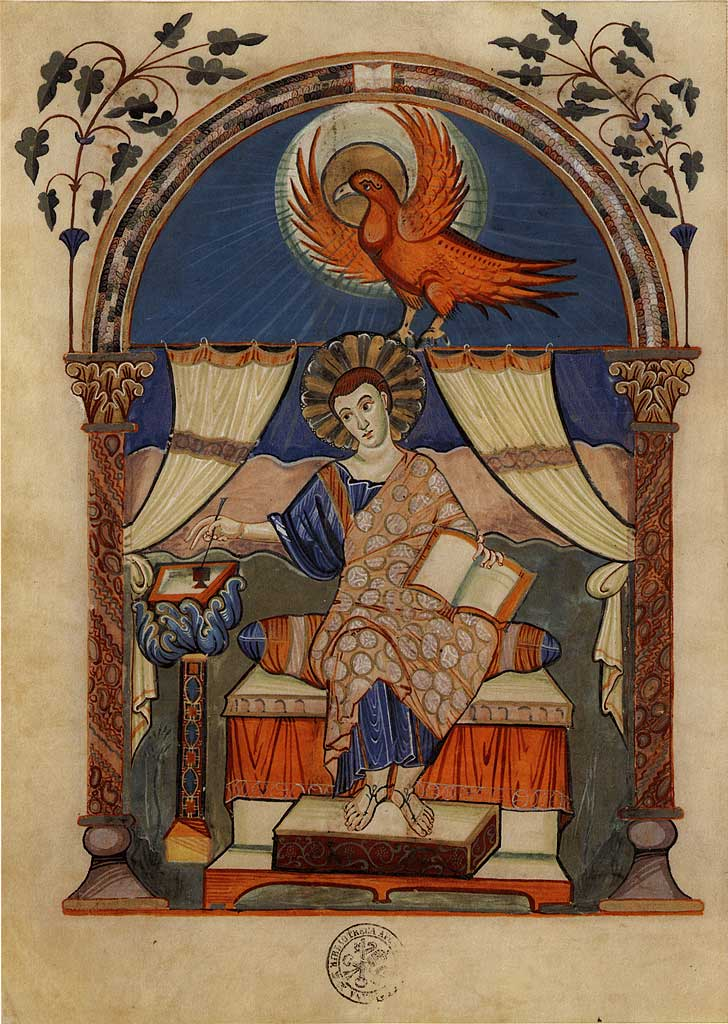
Ewangeliarz z Lorsch (778–820); szkoła karolińska.

Sztuka karolińska – sztuka przedromańska, rozwijająca się na terenie cesarstwa Karola Wielkiego i jego następców w 2. połowie VIII i w IX wieku.
Po upadku Cesarstwa Rzymskiego w Europie zachodniej zaniechano wznoszenia architektury monumentalnej.  Ani niespokojne czasy wędrówek ludów, ani rządy Merowingów nie sprzyjały rozkwitowi znacznych fundacji. Twórczość plemion germańskich pozostawała w niejakiej opozycji do sztuki antycznej – posługiwano się abstrakcyjnym ornamentem, postać ludzka czy zwierzęca była często bardzo przetworzona, stojąc niemal na granicy abstrakcji. Ludy te wytworzyły własny przemysł artystyczny, przeważnie metalowy i złotniczy. Ozdoby celtyckie i germańskie odznaczały się barwnością, używaniem emalii, szkła, kryształów, kamieni grubo i cienko osadzonych. W państwie Franków sztuka znalazła schronienie na dworach i w kościołach. Miała charakter ekskluzywny, związany z tymi dwiema instytucjami. Kościoły z czasów dynastii Merowingów i wcześniej były niewielkie, jednonawowe, przypominające kaplice nakryte stropami (np. Bertrand-de-Garbagnate w płd.-zach. Francji).
Do rozkwitu sztuki doszło za Karola Wielkiego, dążącego do odnowienia Cesarstwa. Była to sztuka wyraźnie odwołująca się do wzorców antycznych, a w szczególności późnoantycznych (wczesnochrześcijańskich). Mówi się nawet o renesansie karolińskim. Jednak ten powrót do form antycznych nie był całkowity i miał bardzo silne podłoże ideologiczno-polityczne. Sztuka nabrała charakteru państwowego. W budzącej się do życia Europie żył mit cesarstwa rzymskiego, istniały budowle, drogi, prawa z owych czasów. Mimo że siedzibą Karola Wielkiego był Akwizgran, dwór cesarza i jego następców ustawicznie podróżował, co z kolei wpływało na zmienność architektury i sztuki, jakby na poszukiwanie ustalonej wspólnoty form.
Obszar występowania tej sztuki był wielkim obszarem Europy Zachodniej, pokrywającym się mniej więcej z dzisiejszymi zachodnimi Niemcami wraz z Austrią, całą Francją i środkowymi Włochami z Rzymem. Do państwa Karola Wielkiego nie należały Wyspy Brytyjskie, Skandynawia, Hiszpania i Europa Środkowo-Wschodnia. Ale cały obszar Europy uległ wpływowi architektury i sztuki karolińskiej. Nie była to sztuka jednolita, wyrastała z lokalnych tradycji i możliwości.

## Architektura

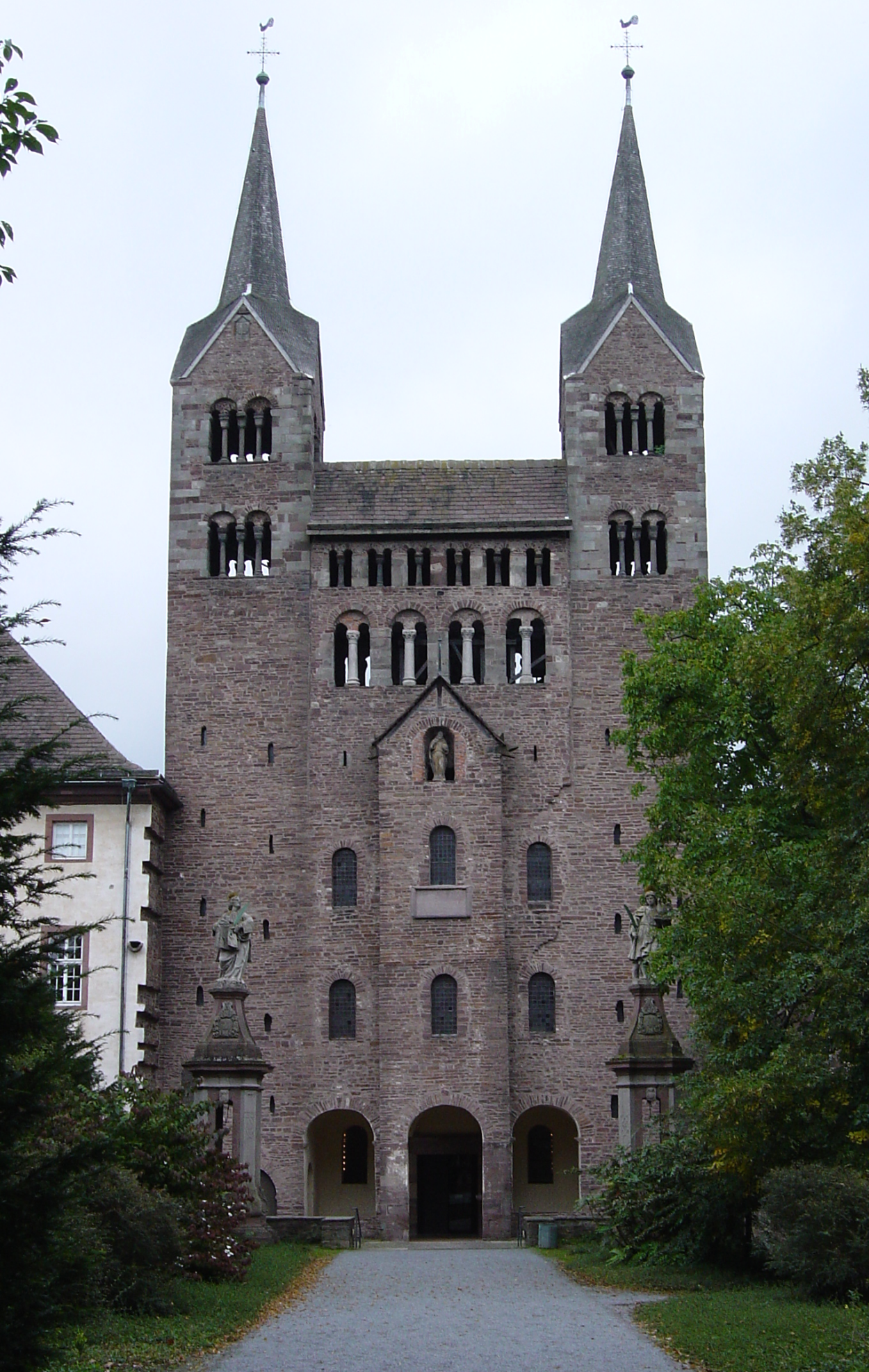
Westwerk kościoła w Corvey (Korbei), IX w.

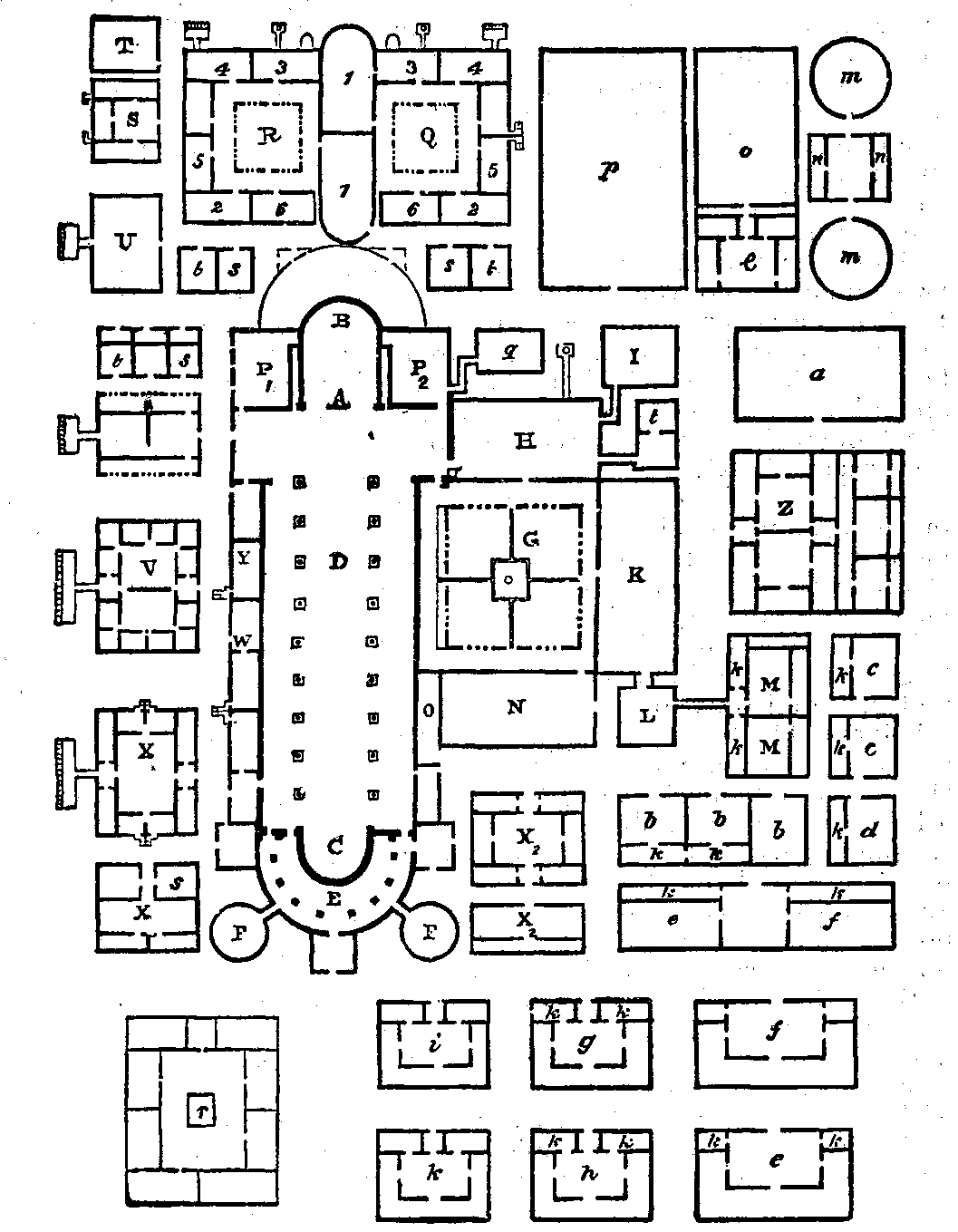
Przerys planu Sankt Gallen, ok. 820

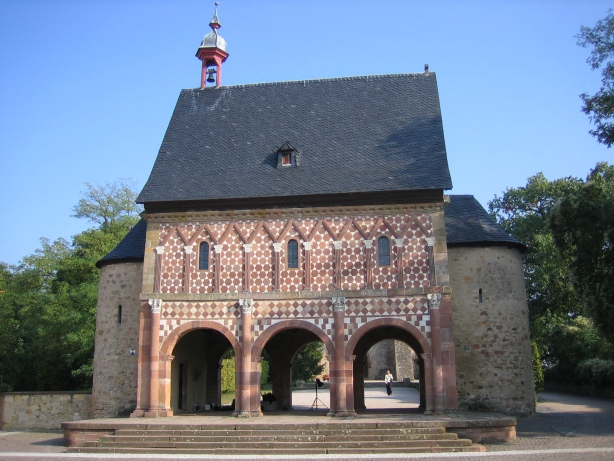
Brama z Lorsch

Architektura karolińska  wyraźnie nawiązywała do dorobku okresu wczesnochrześcijańskiego, zwłaszcza czasów Konstantyna Wielkiego, co nie było pozbawione znaczenia ideologicznego i politycznego. Miała  ukazać ciągłość między Imperium Rzymskim a państwem Karola Wielkiego. W okresie karolińskim zauważalna jest bardzo duża aktywność budowlana, obejmująca głównie budownictwo sakralne (kościoły, klasztory), a mniejszym stopniu także świeckie. Mimo to liczba zachowanych do dziś jest niewielka. Popularne wówczas typy kościołów to typ bazylikowy i centralny.
Zazwyczaj kościoły budowane były na planie trójnawowej bazyliki, nawiązującej do bazyliki wczesnochrześcijańskiej, z dwoma transeptami – od wschodu i zachodu. Nawa poprzeczna przy zachodniej stronie kościoła tworzyła wraz z zachodnią fasadą wieńczoną wieżami oryginalny, frankoński wynalazek: westwerk. Wewnątrz tej części kościoła, między wieżami, mieścił się balkon czy empora dla monarchy. Loża monarsza, mimo że zjawiła się w czasach Karolingów, wywodziła się z Rzymu, gdzie absydy były miejscem zasiadania cesarza. Główna funkcja westwerku – nawy zachodniej polegała na uzmysłowieniu obecnym obecności cesarza, nawet jeśli nie było go w świątyni "in persona".  Zachodnia nawa ucieleśniała władzę państwową i świętość osoby władcy. Chór od strony wschodniej był zamykany apsydą, z czasem zaczęto analogicznie zamykać chór zachodni i w efekcie kościoły zyskały plan dwubiegunowy. Model ten przetrwał do czasów późniejszych – chętnie stosowano go w czasach ottońskich. Główną nawę kryto stropem bądź zostawiano odkrytą więźbę dachową, a sklepienia stosowano w nawach bocznych i kryptach. Krypty, usytuowane zazwyczaj pod ołtarzem głównym, przez co podwyższeniu ulegała część prezbiterium, służyły jako miejsce pochówku i kultu relikwii świętych. Wnętrza kościołów zdobiono freskami i mozaikami.
Dziś znane są głównie z odkopanych fundamentów i rekonstrukcji. Do najważniejszych założeń bazylikowych należą: 
- kościół w Centuli (obecnie Saint-Riquier, niezachowany) z lat 790–799, gdzie po raz pierwszy zastosowano westwerk,
- kościół w opactwie Corvey (Korbei) k. Höxter z najstarszym zachowanym karolińskim westwerkiem, wybudowany w latach 873–885,
- kościół opacki w Fuldzie z lat 791–819 z potężnym transeptem zachodnim.

Plan bazylikowy nie był jedynym stosowanym planem podłużnym; wznoszono również kościoły jednonawowe (np. kaplica św. Sylwestra w Goldbach, IX/X wiek, kościół św. Michała w Schopfheim, IX), a wśród nich kościoły o założeniu trójkonchowym (np. kościół św. Stefana w Werden, IX wiek) i salowe (np. kościół św. Marcina w Chur, 769, zamknięty trzema absydami). Stosowano również plan centralny.
Najważniejszą budowlą centralną i kościołem w ogóle była kaplica pałacowa w Akwizgranie (ok. 786–800), wchodząca w skład kompleksu pałacowego, do którego przylegała od strony południowej. Kaplica, wzniesiona przez architekta Odona (Oda) z Metzu, była wzorowana na San Vitale w Rawennie i kościele św. Sergiusza i Bachusa w Konstantynopolu. Jej główną nawę stanowi ośmiobok, utworzony przez osiem filarów, złączonych ze sobą łukami. Na pierwszej kondygnacji arkad spoczywa druga, gdzie dużo smuklejsze otwory arkad zostały dodatkowo podzielono poziomo na dwa poziomy, oba tworzone przez kolumny. Kolumny te są spoliami, przywiezionymi z Rawenny. Nawa centralna, nakryta kopułą, otoczona jest przez piętrowe obejście o sklepieniu krzyżowym, mające na zewnątrz formę szesnastoboku. Mury zewnętrzne są proste bez ozdób architektonicznych, za to wnętrze jest pełne  mozaik i fresków.
Inną zachowaną do dziś budowlą centralną, choć częściowo przebudowaną, jest oratorium w Germigny-des-Prés z ok. 806 roku z jedyną do dziś zachowaną karolińską mozaiką. Była to prywatna kaplica Teodulfa, jednego z bliskich współpracowników Karola Wielkiego, pierwotnie wzniesiona na planie krzyża greckiego. Także kaplica św. Michała w Fuldzie była centralna, ale na planie koła (820–822).
Dla architektury karolińskiej niezwykłą wagę ma plan klasztoru w Sankt Gallen w Szwajcarii. Do opactwa Sankt Gallen przesłano rysunkowy plan, który miał posłużyć jako wzór podczas przebudowy, jednak najprawdopodobniej nigdy nie został zrealizowany. Wokół kościoła wzniesionego w formie bazyliki rozlokowano szereg zabudować pełniących różne funkcje. Przylegał do niego wirydarz – czworoboczny dziedziniec zamknięty ocienionymi krużgankami. Można było z nich bezpośrednio przejść do refektarza, w którym zakonnicy zbierali się na posiłki, dormitorium, gdzie spali oraz spiżarni. Dalej znajdowały się wolno stojące zabudowania gospodarcze. W samym kościele, po obu stronach prezbiterium, znalazły miejsce skarbiec oraz biblioteka ze skryptorium. Otoczona murem całość była wydzieloną, uporządkowaną i samowystarczalną cząstką świata.
Z innym klasztorem, w Lorsch, związany jest wyjątkowy zabytek, jedyna zachowana część tego karolińskiego klasztoru: trójprzelotowa brama, nawiązująca formą do antycznych łuków triumfalnych (ok. 774). Ściany są zdobione antycznymi pilastrami, ale i wielobarwną okładziną.

## Malarstwo

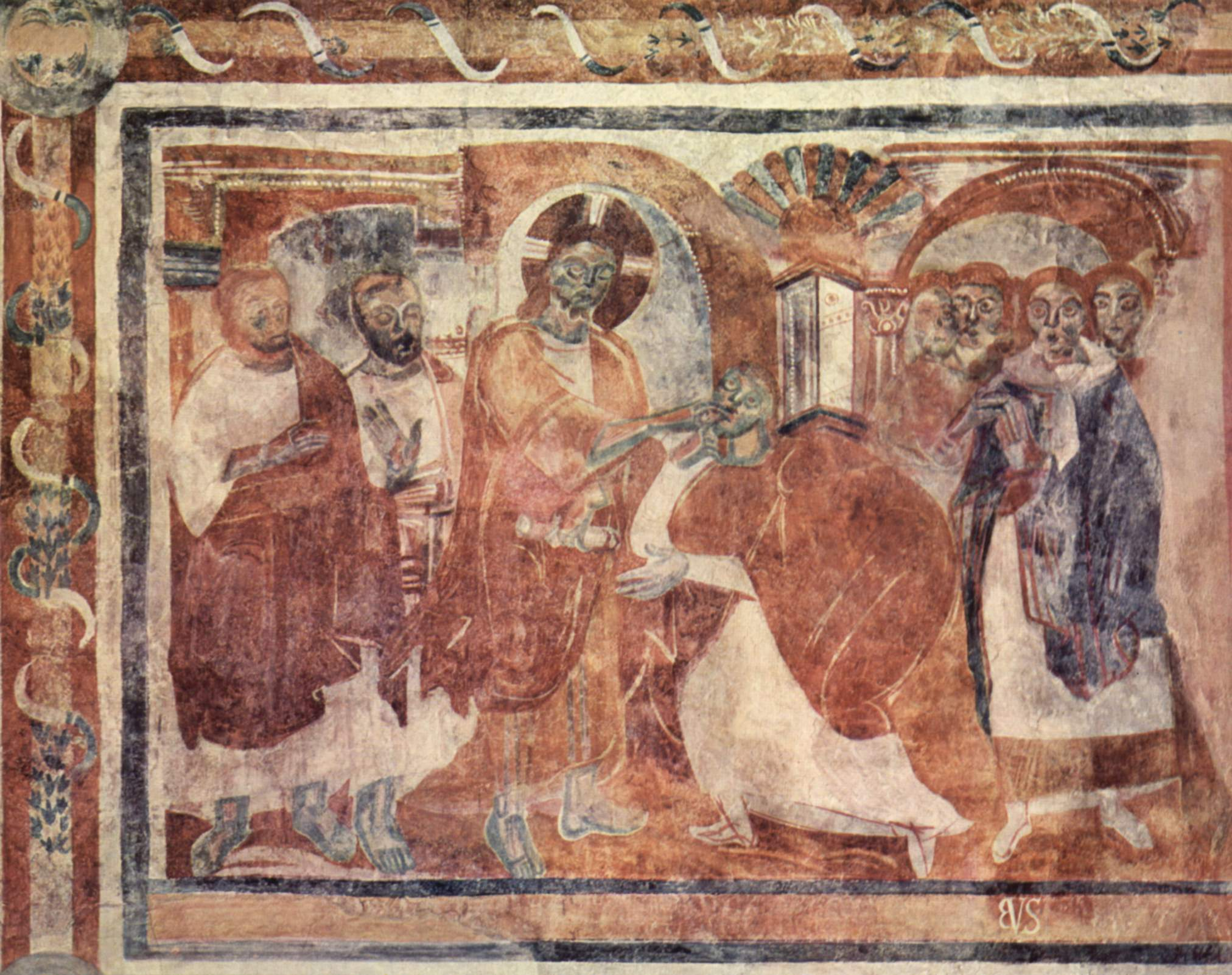
Malowidło ścienne z Müstair

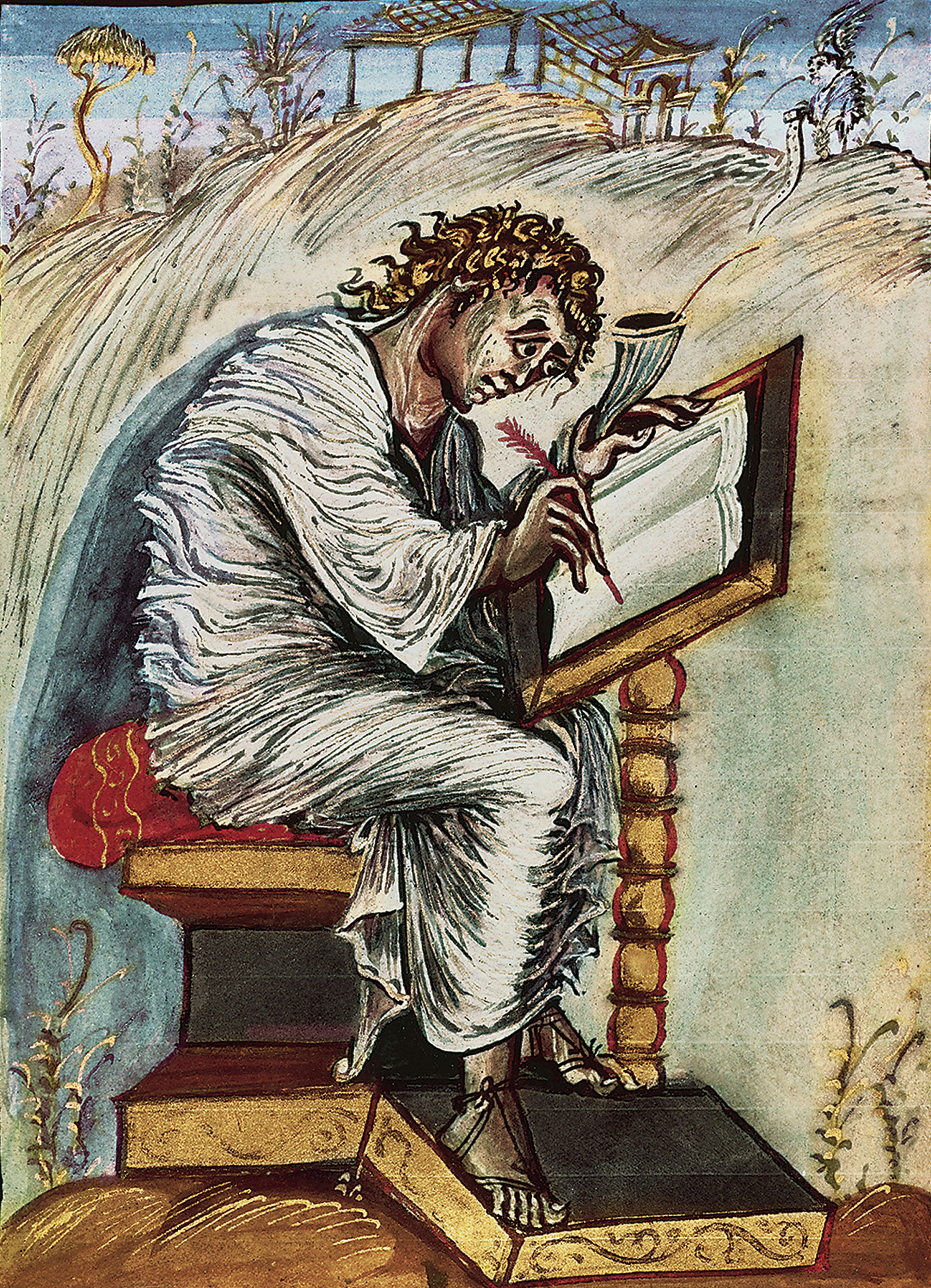
Św. Mateusz z Ewangeliarza Ebona, szkoła z Reims

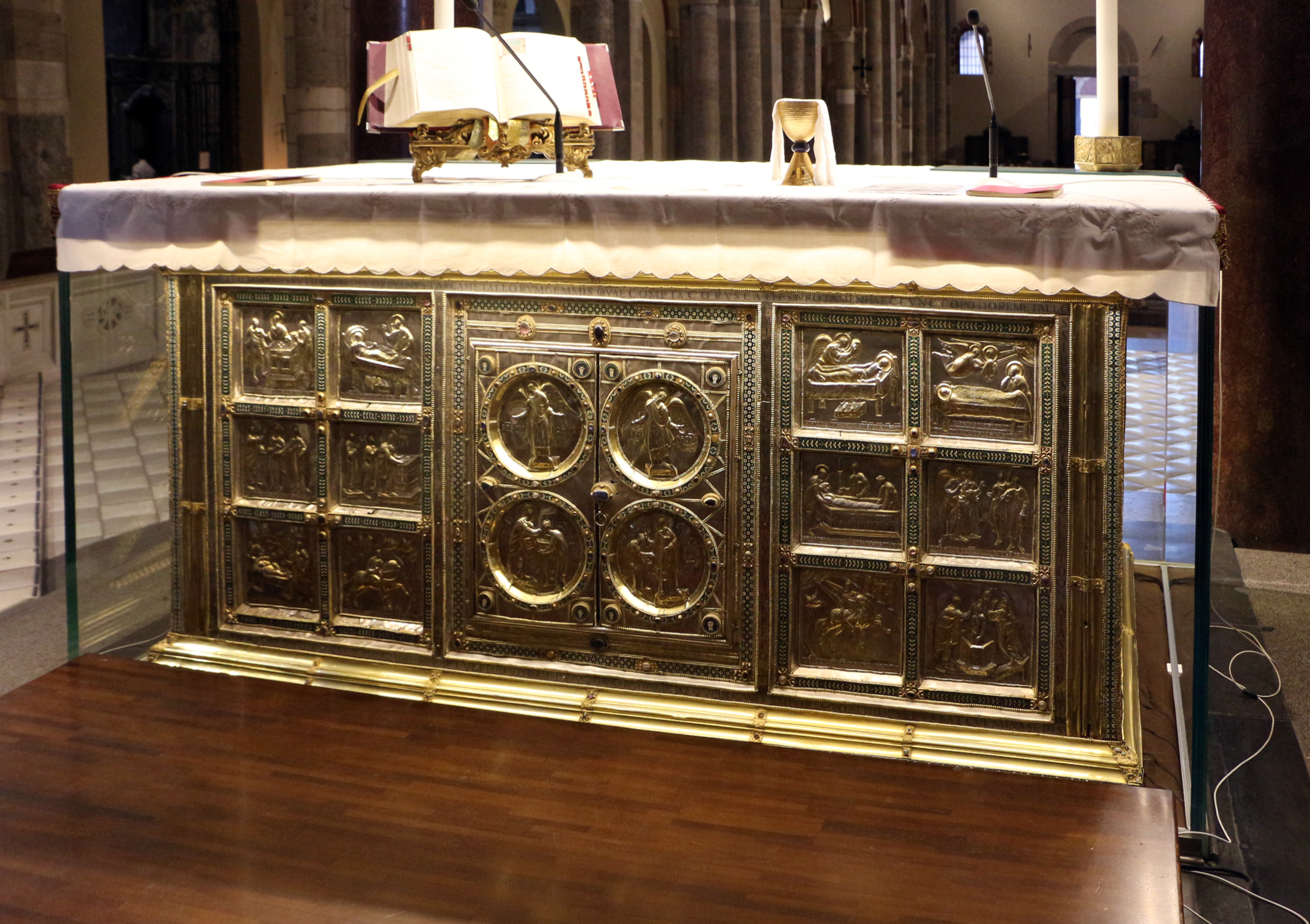
Ołtarz w bazylice św. Ambrożego w Mediolanie

Malarstwo karolińskie przetrwało dzisiaj głównie pod postacią iluminowanych rękopisów. Malarstwo ścienne zachowało się w nielicznych przykładach, m.in. w krypcie kościoła Saint-Germain w Auxerre, kolegiacie św. Jana w Müstair; podobnie jest z mozaikami, których przykładem jest mozaika z absydy wspomnianego już oratorium w Germigny-des-Prés. Przedstawia ona Arkę Przymierza i dwóch aniołów.
Oryginalnie przedstawia się karolińskie malarstwo miniaturowe, którym zdobiono niezwykle cenne i luksusowe manuskrypty, będące głównie księgami liturgicznymi, zbiorami tekstów biblijnych, psalmów czy ewangelii. Skryptoria działały przy klasztorach, m.in. w Trewirze, Fuldzie, Reims, a najważniejsze przy pałacu w Akwizgranie. Dla czasów Karola Wielkiego wyróżnia się dwie tzw. szkoły pałacowe, które w swoich miniaturach powróciły do przedstawiania postaci ludzkiej na sposób antyczny, rezygnując z barbarzyńskiego abstrakcjonizmu, stylizacji i ornamentyki. Istotnym dziełem jest Ewangeliarz Godeskalka, wykonany przez mnicha o tym imieniu dla żony Karola, Hildegardy, ok. 781–783. Jedna z miniatur przedstawia frontalnie tronującego Chrystusa, uroczystego i monumentalnego.  Tło jest tu jeszcze abstrakcyjne, ale i to wkrótce się zmieniło w dziełach tzw. grupy Ady, cechujących się poprawnym oddaniem anatomii i szat. 
Po śmierci Karola i związanej z nią dezintegracji państwa, do głosu doszły ośrodki bardziej peryferyjne. W Reims powstał Ewangeliarz Ebona z miniaturami ewangelistów, malowanymi ekspresyjną, nerwową kreską oraz podobnie malowany Psałterz utrechcki. Istotne skryptoria działały również w Tours i Metz.
W VIII i IX wieku zastosowano przy pisaniu ksiąg pismo zwane minuskułą (karolińską). Pismo odtąd stało się z powrotem wyrazem artystycznego, twórczego stosunku do życia: posiadało swe prawa rytmu i formy, żyjąc równomiernie z rozwojem sztuki.

## Rzeźba i rzemiosło
W okresie tym rzeźba odgrywała mniejszą rolę. Rzeźbę kamienną cechował niski poziom, bardzo dobrze rozwinęły się natomiast rzeźby z kości słoniowej i sztuka złotnicza. 
Z kości słoniowej wykonywano plakietki, zdobiące oprawy cennych rękopisów i nawiązujące do dzieł ze sztuki późnoantycznej (dyptyków konsularnych i cesarskich). Tematyka przedstawień związana była z treścią danego manuskryptu – na ewangeliarzach umieszczano wizerunki tronującego Chrystusa lub jego matki, na psałterzach Dawida, na sakramentarzach Grzegorza lub sceny liturgiczne. Wśród twórców tych opraw wyróżniono umownie kilka grup: tzw. grupę Ady (koniec VIII-początek IX), grupę Liutharda (ok. 870), grupę z Metzu (połowa IX-koniec X). 
Na wysokim poziomie stały również wyroby złotnicze: oprawy ksiąg, przedmioty liturgiczne, insygnia władzy, antependia ołtarzowe. Do zachowanych zabytków należą: oprawa Złotego Kodeksu z St. Emmeram (Staatsbibliothek, Monachium), ołtarzyk przenośny z Ratyzbony (Schatzkammer der Residenz, Monachium), oprawa ewangeliarza z Lindau (Pierpont Morgan Lubrary, Nowy Jork), okładzina ołtarza w bazylice św. Ambrożego w Mediolanie. Ta ostatnia ma na sobie inskrypcję: Vuolvinius magister phaber (Wuolwiniusz mistrz kowal).